# Kurt Kellner
Kurt Kellner (* 8. Januar 1891 in Küllstedt; † 4. Juni 1972 in Würzburg) war ein deutscher Arzt und Kommunalpolitiker (KPD). In der Zeit des Nationalsozialismus wurde er verfolgt. Ab 1945 war er Leiter des Gesundheitsamtes in Würzburg.

## Leben
Kurt Kellner wurde 1891 in Küllstedt (Thüringen) geboren. Er studierte Medizin in Würzburg, Halle und Kiel, wurde promoviert, war in Dresden als Oberarzt am Krankenhaus Johannstadt tätig und im Ersten Weltkrieg Truppenarzt. Seit 1924 praktizierte er in Würzburg als Facharzt für Hals-, Nasen- und Ohrenheilkunde. 1932 trat er der KPD bei und betätigte sich als Kurier. Von den Nationalsozialisten wurde er wegen seiner politischen Überzeugung und seines aktiven Widerstandes mehrfach im KZ Dachau inhaftiert. Gegenüber Heiner Freudenberger äußerte er, sich niemals den Nazis beugen zu wollen. Während der Zeit des Nationalsozialismus hat Kellner geholfen, das „Zigeunerkind“ Rita Winterstein zu verstecken. Als „Zigeunerzwilling“ bestand die Gefahr von rassenbiologischen Experimenten. Ihre Zwillingsschwester starb wenige Wochen nach der Geburt in der Universitätsklinik Würzburg, in der sie auf polizeiliche Verfügung hin eingewiesen wurden. Ein späteres Gutachten geht mit hoher Wahrscheinlichkeit von solchen Experimenten aus, da die Zwillingsschwester kurz vor dem Tod einen Kopfverband trug. Dennoch konnte er auch noch gegen Ende des Krieges in Würzburg praktizieren.
Nach dem Kriegsende war Kellner Leiter des Staatlichen Gesundheitsamtes in Würzburg und Referent für das Gesundheitswesen der Stadt Würzburg. Die amerikanische Militärregierung übertrug die Verantwortung für die Entnazifizierung aller Würzburger Mediziner auf Kellner. Neben dieser Tätigkeit als Regierungsrat war er 2. Vorsitzender des Kreisverbandes Mainfranken der Landesärztekammer Bayern.
Kellner war einer von drei KPD-Vertretern im ersten demokratisch gewählten Würzburger Stadtrat und erhielt in den folgenden drei Wahlen 1948, 1952 und 1956 erneut einen Sitz. 1949 und 1953 kandidierte er im Wahlkreis 235 und über die Landesliste Bayern für ein Bundestagsmandat. In Folge des Verbots der KPD 1956 verlor Kellner sein Mandat im Würzburger Stadtrat.
Er war noch bis 1971 als Arzt in Würzburg tätig, wo er im folgenden Jahr verstarb. Zu seinem 75. Geburtstag 1966 würdigte ihn die lokale Tageszeitung Main-Post u. a. dafür, dass er schon frühzeitig Operationen am Gehirn vorgenommen hätte, darunter die Entfernung von Tumoren. Dies habe ihm überregionale Bekanntheit verschafft. Oberbürgermeister Helmuth Zimmerer wird dort wie folgt zitiert: „Ungeachtet der politischen Meinungsverschiedenheit war er doch im Stadtrat wegen seiner Hilfsbereitschaft und seines Verständnisses für die Belange der Bürger geschätzt.“ Im Nachruf schrieb die Lokalzeitung 1972: „Als Arzt und Mensch erfreute er sich in der Bevölkerung großer Beliebtheit. Viele minderbemittelte Kranke hat er kostenlos behandelt.“ Für die Stadtratswahlen 1972 hatte er noch einmal kandidieren dürfen, verstarb jedoch wenige Tage vor der Wahl.